# Uptown Girl
Uptown Girl è un singolo di Billy Joel pubblicato nel 1983, estratto dall'album An Innocent Man.

## Descrizione
Il testo di Uptown Girl racconta la storia di un uomo di umili origini e dei suoi tentativi di corteggiare una "ragazza dei quartieri alti" (uptown girl). L'ispirazione per il brano fu data a Joel dalla sua relazione con Christie Brinkley, che sarebbe diventata di lì a poco la sua seconda moglie. Nel testo Billy Joel fa riferimento a Il mercante di Venezia di William Shakespeare. Lo stile musicale del brano, che include doo-wop, ed il frequente uso del falsetto, ricorda lo stile di Frankie Valli e dei The Four Seasons.

### Cover
Della canzone sono state registrate numerose cover, fra cui si ricordano Alvin and the Chipmunks, Me First and the Gimme Gimmes, Aaron Carter, Glee, Weezer e i Westlife, la cui versione raggiunse la vetta della classifica dei singoli britannica.
LG Electronics nel 2006 include il singolo tra le suonerie del telefono cellulare U900.

## Tracce
1. Uptown Girl – 3:12
2. Careless Talk – 3:42

## Successo commerciale
Il singolo raggiunse la 3ª posizione della Billboard Hot 100 negli Stati Uniti, e la prima nel Regno Unito. Nel 1988, la rivista Rolling Stone ha posizionato Uptown Girl alla posizione #99 nella lista dei 100 più importanti singoli del periodo 1963-1988.

## Classifiche
| Classifica (1983)                            | Posizione più alta |
| -------------------------------------------- | ------------------ |
| Australia                                    | 1                  |
| Austria                                      | 18                 |
| Germania                                     | 18                 |
| Giappone                                     | 64                 |
| Norvegia                                     | 3                  |
| Regno Unito                                  | 1                  |
| U.S. Billboard Hot 100                       | 3                  |
| U.S. Billboard Hot Adult Contemporary Tracks | 2                  |
| U.S. Billboard Mainstream Rock Tracks        | 22                 |

## Cover dei Westlife
Uptown Girl fu registrata dalla boy band irlandese Westlife e pubblicata come singolo estratto dall'album Coast to Coast. La canzone riuscì ad arrivare alla vetta dei singoli più venduti nel Regno Unito e ad entrare nella top ten di numerose classifiche in tutta Europa. Nel videoclip del brano la Uptown Girl è Claudia Schiffer.

## Tracce
CD1
1. Uptown Girl
2. Angel's Wings
3. Contenuti CD Rom

CD2
1. Uptown Girl
2. Angel's Wings (2001 Remix)
3. Contenuti CD Rom

## Video musicale
Il videoclip realizzato per il brano è ambientato in un'officina e ha per protagonista Christie Brinkley. La modella e il cantante si sposeranno poi due anni dopo.

## Classifiche
| Classifica (2001) | Posizione più alta |
| ----------------- | ------------------ |
| Australia         | 6                  |
| Austria           | 12                 |
| Belgio            | 5                  |
| Danimarca         | 2                  |
| Francia           | 8                  |
| Germania          | 8                  |
| Irlanda           | 1                  |
| Italia            | 10                 |
| Giappone          | 20                 |
| Paesi Bassi       | 2                  |
| Nuova Zelanda     | 4                  |
| Norvegia          | 3                  |
| Svezia            | 2                  |
| Svizzera          | 13                 |
| Regno Unito       | 1                  |